# Xavier Tricot
Xavier Tricot (Oostende, 19 maart 1955) is een Belgische multidisciplinair kunstenaar: kunstschilder, graficus, beeldhouwer, installatiekunstenaar, dichter, auteur, Ensorkenner, kunsthistoricus en curator van tentoonstellingen.

## Levensloop
Hij studeerde af aan de Rijksormaalschool in Brugge als geaggregeerde LSO (regentaat), richting Frans – Geschiedenis – Zedenleer. Daarna gaf hij enkele jaren les (Diksmuide, Veurne en Oostende). Hij heeft ook basis-Nederlands onderwezen aan volwassen anderstalige migranten in Westende.
Maar op kunstgebied is hij een autodidact. Als kind was hij reeds door schilderkunst en literatuur gepassioneerd en wou reeds als tiener kunstonderwijs volgen.

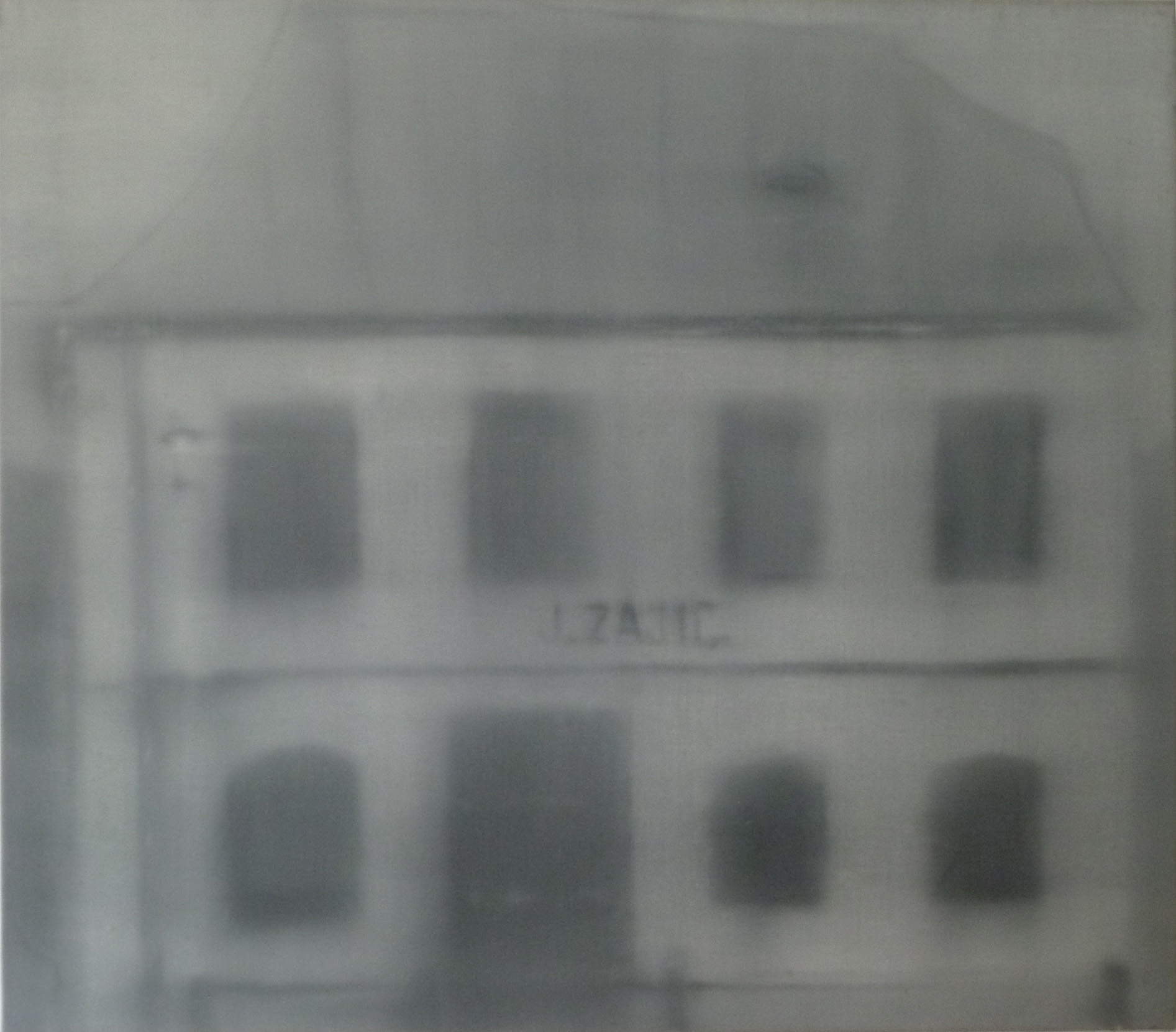
"Een huis in Freiberg" (Geboortehuis van Sigmund Freud) (1996)

Tricot schildert met olieverf. Hij behandelt in zijn kunst heel diverse thema’s, zoals portretten, stillevens, landschappen en naakten. Hij maakt meestal gebruik van bestaand beeldmateriaal uit kranten, tijdschriften of het internet en soms ook van foto's uit zijn familiealbum.
Wat hem boeit in het schilderen is de “interpretatie” van de werkelijkheid. Volgens hem wordt de werkelijkheid (het “Ding an sich”) steeds “geïnterpreteerd”, ook in wetenschappelijke werken. Een afbeelding of een foto van een reëel gegeven kan, volgens hem, nooit echt “objectief” worden onderzocht of weergegeven. Hij zoekt de schaduwen van de dingen in plaats van de werkelijkheid. In die zin is hij een paradoxale realist. Door te vertrekken van een gegeven beeld van de werkelijkheid wil Tricot de grens verleggen bij de weergave van de afbeelding. Hiertoe gebruikt hij een techniek en stijl in functie van zijn onderwerp en laat hij zijn eigen verbeelding, zijn "indirecte blik", werken.
Aanvankelijk waren zijn schilderijen abstract, al dan niet doorspekt met symbolen. Algauw werd hij gefascineerd en beïnvloed door zwart-witfotografie en werden zijn werken figuratief. Zijn grijze olieverfschilderijen , gebaseerd op kranten- en familiefoto's, definieert hij als "grisailles". Na een korte pauze rond de jaren 2009 - 2010, waarin hij zich toelegde op de nieuwe editie van Ensors oeuvrecatalogus, begon Tricot in kleur te schilderen. Maar zijn uitgangspunt blijft evenwel de "fotografische" realiteit. Hij blijft geboeid door de subjectieve interpretatie die mensen geven aan een realiteit. Deze paradox "objectiviteit versus subjectiviteit" blijft hem fascineren en verleent een interne spanning aan zijn werken.
Occasioneel vervaardigt hij ook driedimensionale werken. Het beeld, "Ex Voto" getiteld, is een voorstelling van een schilderspalet. Dit werd aangekocht door de stad Oostende en staat nu in het Leopoldspark. Tricot ontwierp een kruisbeeld "Le Corps glorieux" voor de Putkapel in Sint-Denijs-Westrem. Dit is een voorstelling van de heropstanding van het lichaam.

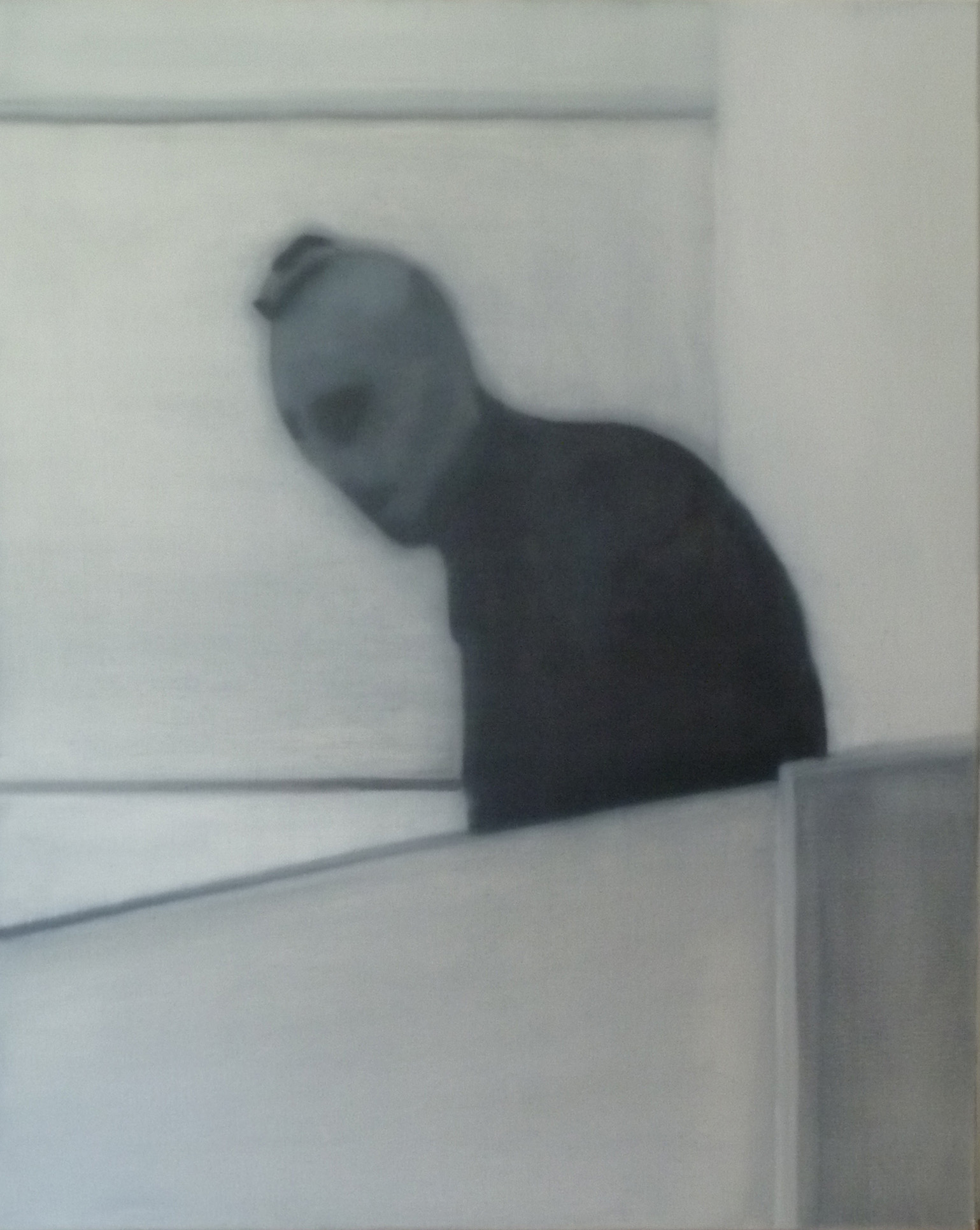
"Terrorist" (2013)

Xavier Tricot ontving in 2013 de Cultuurprijs van de Stad Oostende. Dit bestond uit een bronzen beeldje "Torso" van de Oostendse beeldhouwer August Michiels. Door zijn persoonlijke inzet, zijn persoonlijkheid en zijn palmares wordt hij beschouwd als een gezaghebbende stem over kunst en kunstbeleid in Oostende.

## Ensorkenner
Op zijn vijfentwintigste besloot hij zich volledig toe te leggen op het ontsluiten van het grafische werk van Léon Spilliaert en het geschilderde oeuvre van James Ensor. Er ontbrak een volledige inventaris van de olieverfschilderijen van James Ensor. Er bestonden wel al veel catalogi en een groot aantal boeken over het leven en werken van James Ensor, maar nergens werd zijn geschilderd oeuvre volledig samengevat en besproken. Tricot legde er zich op toe deze inventaris op te stellen en, na vele jaren onderzoek, verscheen in 1992 dit basiswerk, de eerste “beredeneerde catalogus” van de olieverfschilderijen van James Ensor. In 2009 verscheen er een tweede editie, aangevuld met recent ontdekte werken.
Hij behoort tot het Ensor Advisory Committee samen met Robert Hoozee (Museum voor Schone Kunsten (Gent)) (overleden in 2012), Sabine Taevernier en Herwig Todts (Koninklijk Museum voor Schone Kunsten Antwerpen). Dit comité heeft als doel om onbekende werken van James Ensor te onderzoeken.
Xavier Tricot publiceert eveneens onuitgegeven essays over James Ensor op de website van de Vlaamse kunstcollectie. Hij verzorgde ook de volumineuze brievenuitgave van James Ensor in 1999.

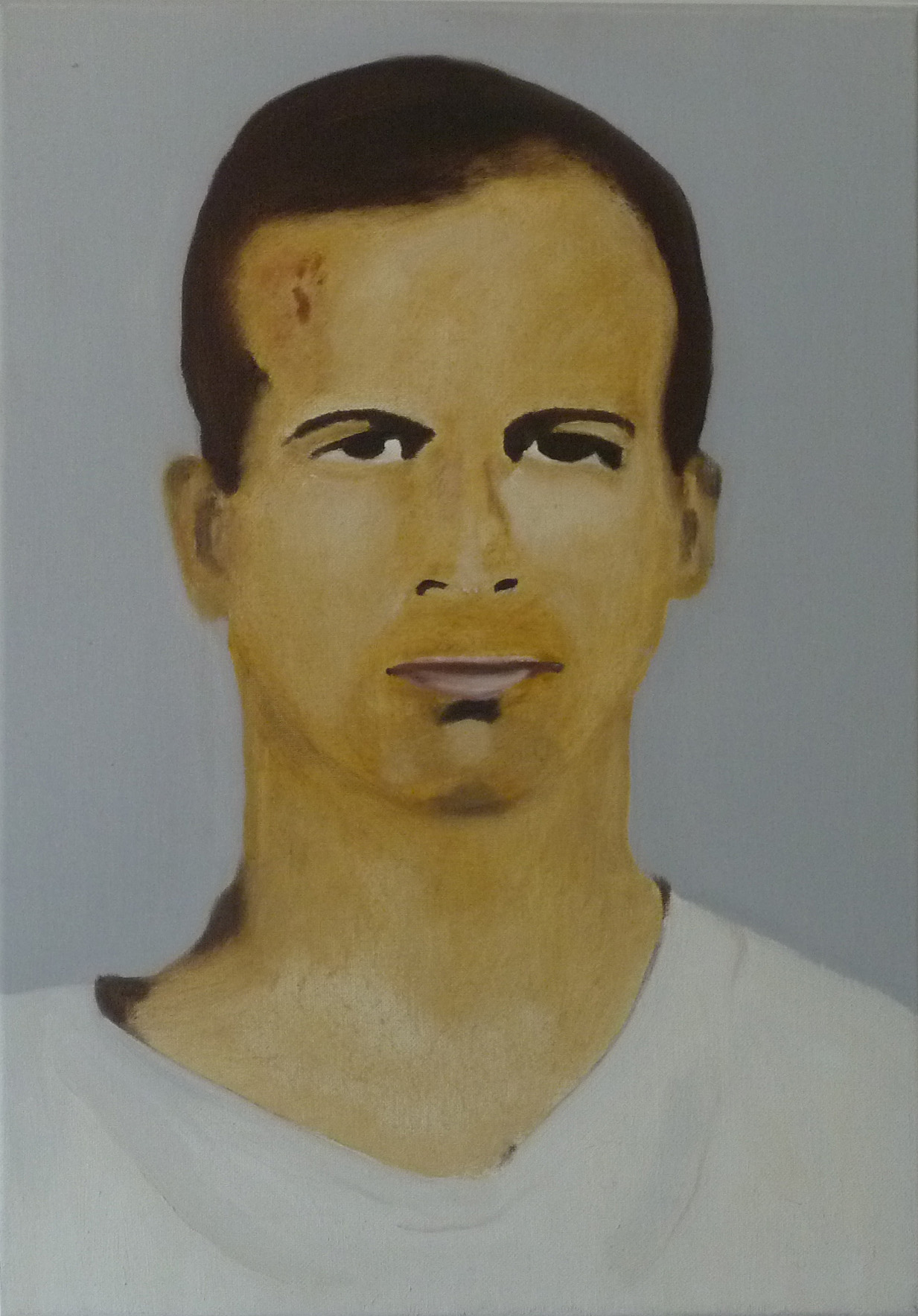
"Lee Harvey Oswald" (2011)

## Voordrachten
Tricot geeft ook af en toe voordrachten over James Ensor of Louise Bourgeois. Hij was vele jaren bevriend met de Frans-Amerikaanse kunstenares Louise Bourgeois (1911-2010). In de Stichting “De Elf Lijnen” (Oudenburg) gaf hij in 2007 een tentoonstelling met als titel “Un Salon pour Louise Bourgeois”. Hij had haar gevraagd met welke kunstenaars zij in een “ideale” tentoonstelling wou geconfronteerd worden. In de catalogus van deze tentoonstelling werd voor het eerst een “Questionnaire de Proust” van de kunstenares gepubliceerd.

## Tentoonstellingen

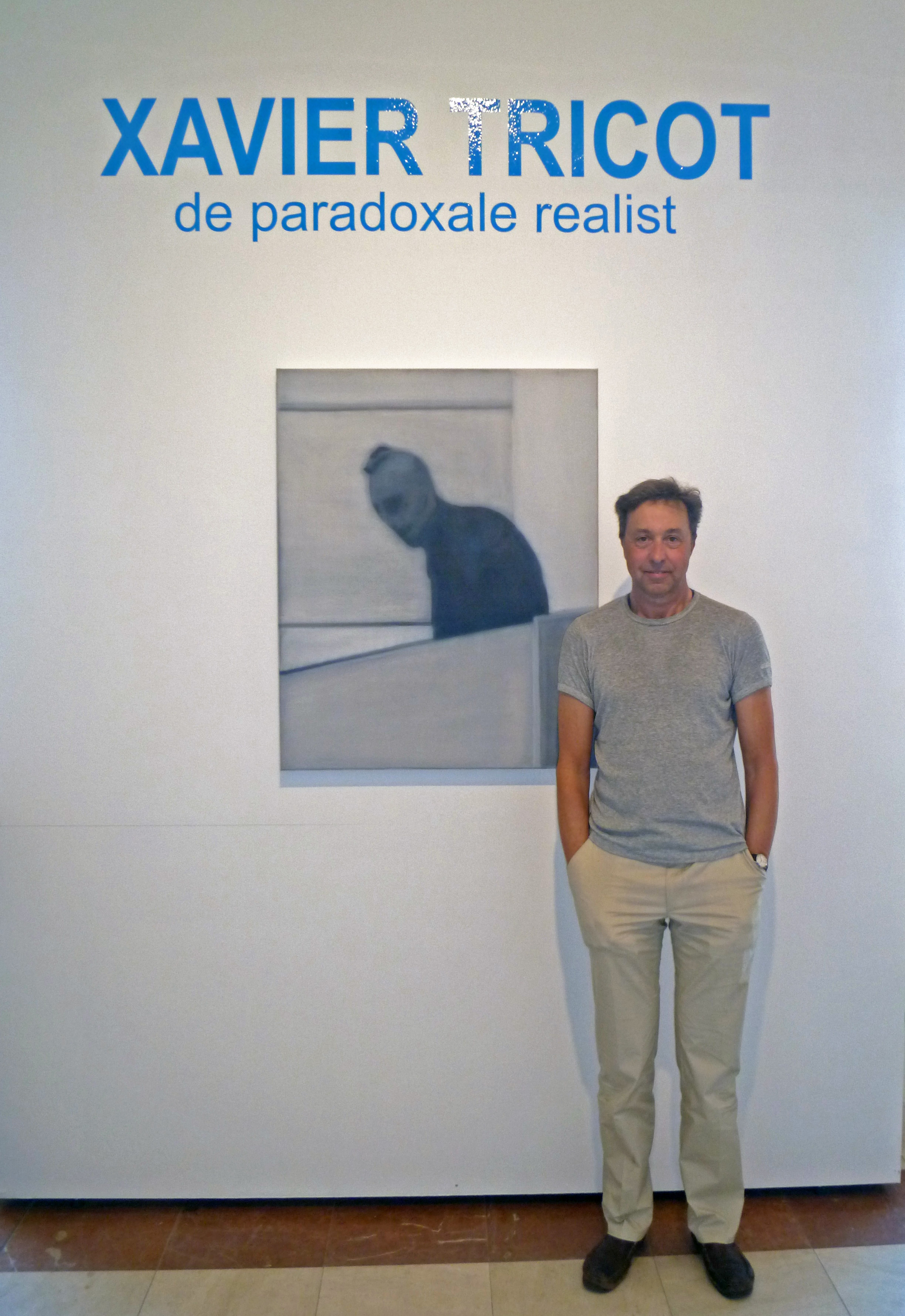
Xavier Tricot gedurende zijn tentoonstelling 2014 in Oostende

In 1988 gaf Tricot zijn eerste persoonlijke tentoonstelling in Oostende, in de Galerie Fine Arts. Het volgend jaar werd hij er opnieuw gevraagd. Vervolgens volgden elk jaar een of meerdere tentoonstellingen in België in galeries of musea. In 1997 gaf hij voor het eerst een buitenlandse tentoonstelling, in de Galerie Guénégaud in Parijs. In 1999 gaf hij (samen met de Oostendse kunstschilder Yves Velter) een tentoonstelling in Chur, Zwitserland. Zijn meest recente tentoonstelling “ Tea for Two” (samen met Mieke Teirlinck) was in 2013 in Villa De Olmen in Wieze, België.
Sinds 1995 neemt hij ook deel aan een aanzienlijk aantal groepstentoonstellingen zowel in binnenland als in buitenland.
Hij kreeg in maart en april 2014 een overzichtstentoonstelling "Xavier Tricot - Paintings 1993-2013" in de Venetiaanse Gaanderijen te Oostende.

## Musea en openbare verzamelingen
Zijn werken zijn ondertussen al opgenomen in collecties van verschillende musea of prentenkabinetten in binnen- en buitenland:
- Oostende, (Kunstmuseum aan Zee).
- Brugge, Provincie West-Vlaanderen.
- Londen, Sigmund Freud Museum.
- Brussel, Koninklijke Bibliotheek van België, Prentenkabinet.
- Parijs, Bibliothèque nationale de France, Cabinet des Estampes.
- Brussel, Joods Museum van België.
- Luik, Cabinet des Estampes et des Dessins, Museum voor Schone Kunsten (Luik).

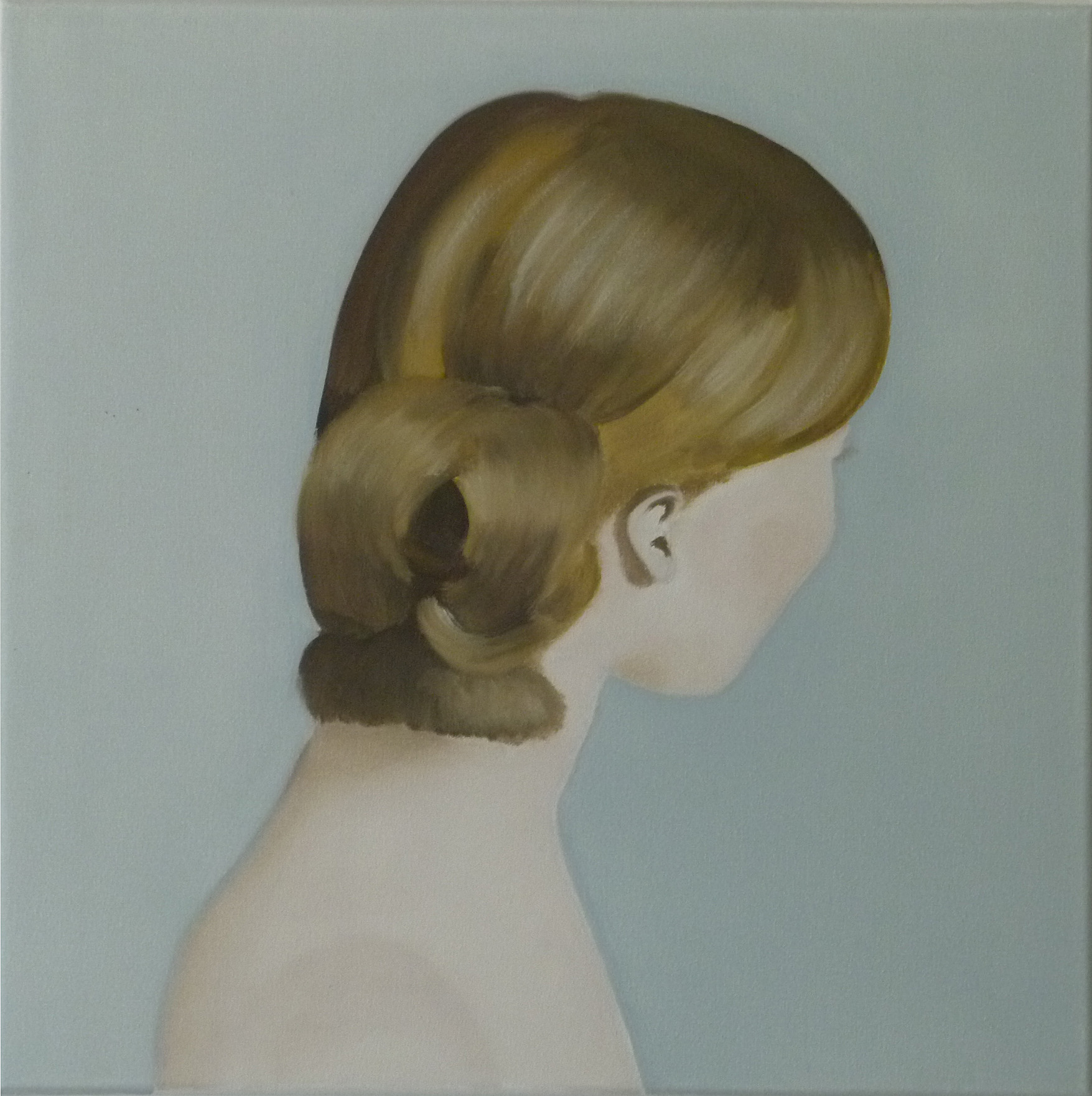
"Coiffure" (2012)

## Publicatie van kunsthistorische werken
Xavier Tricot is, als Ensorkenner, de auteur van een aantal basiswerken over James Ensor, waaronder de omvangrijke beredeneerde catalogus van de schilderijen van James Ensor.
- Léon Spilliaert. Prenten en illustraties. Beredeneerde catalogus van het grafisch werk, Pandora, Antwerpen, 1994
- Ensoriana, Oostende, L‟Hareng Saur, 1985, 141 p
- Ensoriana, Pandora, Antwerpen, 1994
- Léon Spilliaert. De jaren 1900-1915, Pandora & Gemeentekrediet, Antwerpen/Gent, 1996
- James Ensor. Beredeneerde catalogus van de schilderijen, Antwerpen/Parijs/Londen/Keulen, 1999
- James Ensor, Ludion, Gent, 2006
- James Ensor. Leven en werk. Beredeneerde catalogus van de schilderijen, Mercatorfonds, Brussel, 2009
- James Ensor, Life and work. Catalogue raisonné of his paintings, HatjeCantz, Ostfildern, 2009
- "De verzoeking van de heilige Antonius : variaties op een thema van James Ensor", in tentoonstellingscatalogus "Goya, Redon, Ensor": groteske schilderijen en tekeningen (KSMKA, Antwerpen) 2009, pp. 223–238.
- James Ensor. The complete prints, Deceuninck, Roeselare, 2010
- Bonjour Ostende. Oostende in de internationale kunst/ Ostende dans l’art international, Pandora Publishers, Antwerpen, 2013 (ISBN 9789053253519)
- en verschillende bijdragen in een aantal tentoonstellingscatalogi betreffende James Ensor en Léon Spilliaert, alsook op de website van de Vlaamse Kunstcollectie, waar hij verschillende uitgebreide publicaties over James Ensor heeft gepubliceerd.
  - Xavier Tricot, Wie verschuilt er zich achter het masker in De verwondering van het masker Wouse?
  - James Ensor en de oude meesters
  - James Ensor: De mystieke dood van een godsgeleerde
  - Gilles en Sauvage, een raadselachtig schilderij uit 1891
- Léon Spilliaert, oeuvrecatalogus van de prenten; beredeneerde catalogus bij de tentoonstelling "Léon Spilliaert, de verzameling van de Koninklijke Bibliotheek van België", Venetiaanse Gaanderijen, Oostende, 2018; Pandora Publishers, ISBN 9789053254417
- James Ensor en Oostende, Uitg. James & Napoleon, Oostende, 2020 ISBN 978-9-46-400889-0
- Léon Spilliaert Oeuvrecatalogus van de prenten, 2de editie, Antwerpen, Pandora Publishers, 2020 (drietalig) (216 pagina's) ISBN 978-9053254677
- Fernand Khnopff Oeuvrecatalogus van de prenten, Antwerpen, Pandora Publishers, 2018 (drietalig) (256 pagina's) ISBN 97890-5325-455-4

## Schenking van de collectie Xavier Tricot
Begin 2012 schonk hij zijn gehele collectie kunstwerken aan het Kunstmuseum aan Zee van Oostende (Collectie Xavier Tricot) en is hierdoor een belangrijk mecenas van dit museum.
Sinds meer dan dertig jaar verwierf Tricot kleine, maar historisch belangrijke, kunstwerken, van intussen wereldbekende kunstenaars uit de (Amerikaanse) Minimal art en de (Italiaanse) arte povera. Hij had ook een collectie werken van Gerhard Richter, Marcel Broodthaers en Niele Toroni. Hij vond het belangrijk dat zijn collectie, in zijn geheel, werd geschonken aan de gemeenschap, in dit geval de collectie van de Stad Oostende in het Kunstmuseum aan Zee (Mu.ZEE), waar het een perfecte aanvulling vormt met de aanwezige werken van het museum.

## Auteur van poëzie en fictie

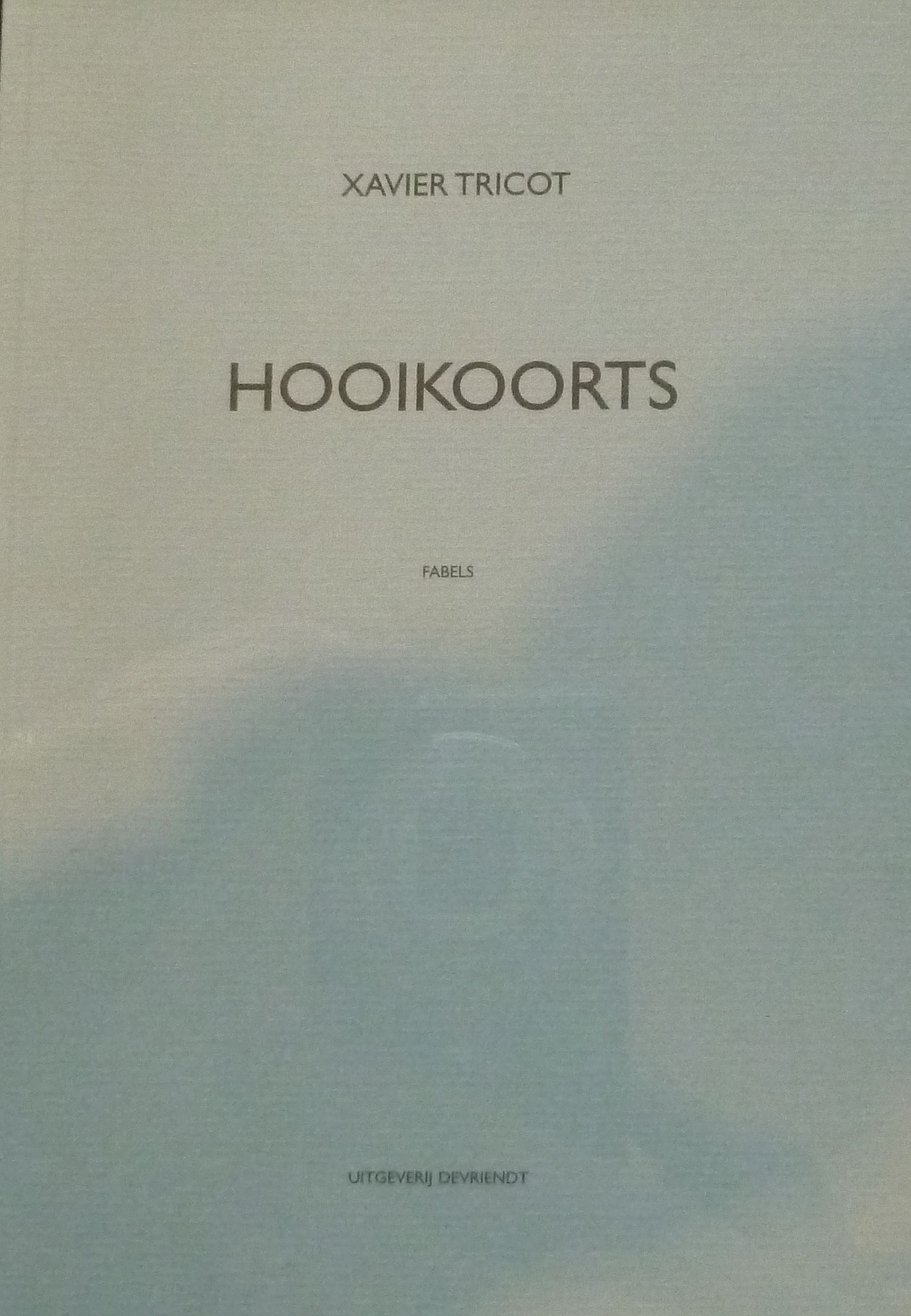
Verhalenbundel (2006): Hooikoorts (titelblad)

- Zeezicht (poëzie), Devriendt, Koekelare, 2002
- Het Moment (poëzie), Devriendt, Koekelare, 2003
- Koudvuur (poëzie), Devriendt, Koekelare, 2003
- Geeuwhonger (kort proza), Devriendt, Koekelare, 2004
- Oostendse Suite (poëzie), gevolgd door Jezus Christus te Oostende (verhaal), Devriendt, Koekelare, 2004
- Hamlet van Raversyde (toneel) gevolgd door Oedipus vs. Antigone & Orestes vs. Electra, Devriendt, Koekelare, 2004 (premie drama 2006 van de Provincie West-Vlaanderen)
- ENSOR/EINSTEIN fictieve dialoog tussen Albert Einstein en James Ensor die elkaar in levenden lijve ontmoetten op 2 augustus 1933 in De Haan, Devriendt, Koekelare, 2005 (tweetalig Nederlands/Frans)
- Macduff (toneel: tweetalig Engels/Nederlands), Devriendt, Koekelare, 2006
- Requiem (29 gedichten voor gesneuvelde soldaten), Devriendt, Koekelare, 2006 (werd voorgesteld op het stadhuis van Ieper op vrijdag 3 november 2006)
- Drie Koningsdrama’s (toneel), Devriendt, Koekelare, 2006
- Hooikoorts (kort proza), Devriendt, Koekelare, 2006
- Miss Tutu, Madame Teste, Princesse X, Sœur Béatrice (toneel), Devriendt, Koekelare, 2007 (Franstalig)
- La Mort au bal masqué (toneel), Devriendt, Koekelare, 2008 - Dit diende als libretto voor de gelijknamige kameropera van Joachim Brackx, voor het eerst opgevoerd in het Thermae Palace Hotel te Oostende op 16 februari 2010.
- Prospero (toneel: tweetalig Engels/Nederlands), Devriendt, Koekelare, 2009
- Jane Scott, Wilson William, Judas Iskariot (libretto’s), Devriendt, Koekelare, 2010
- Clytemnestre, Tirésias (toneel & libretto), Devriendt, Koekelare, 2010 (Franstalig)
- Pumpernickel : Poppy, Devriendt, Koekelare, 2010 (ISBN 9789490732011)
- Sansón Carrasco, Recuerdos de Don Quijote, Devriendt, Koekelare, 2011 (Spaanstalig) (ISBN 9789490732035)
- Alberto Caeiro Jr., Cartas a Fernando Pessoa, Devriendt, Koekelare, 2012 (in het Portugees) (ISBN 9789490732042)
- James Joyce in Ostend, Devriendt, Koekelare, 2018 (proza, in het Engels) (ISBN 9789490732165)
- Raphael Hythlodaeus, Testimony about Utopia, voorwoord door Xavier Tricot, Koekelare, uitg. Devriendt, 2016 (proza, Engelstalig)
- Monsieur Triche, Koekelare, uitg. Devriendt, 2016 (proza, Franstalig)
- Pleidooi voor een nieuwe Belgische vlag, gevolgd door een Posthume brief aan Harald Szeemann, Koekelare, uitg. Devriendt, 2015 (keerdruk: tweetalig N/F)
- James Ensor: The Entry of Christ Into Brussels in 1889, Pandora Publishers, 2020 (ISBN 9053254668, ISBN 9789053254660) 257 pagina's
- James Ensor. Scenes from the Life of Christ, Pandora Publishers, 2020 (ISBN 9053254749 ISBN 978-9053254745) 160 pagina's

## Curator van tentoonstellingen
Xavier Tricot wordt, als Ensorkenner, regelmatig gevraagd als curator van Ensortentoonstellingen in binnen- en buitenland (Parijs, Hamburg, São Paulo, Luxemburg, Madrid…), waaronder de tentoonstelling in het Musée d'Orsay in Parijs.
- Un Salon pour Louise Bourgeois, de Stichting De Elf Lijnen, Oudenburg, 2006
- You will be as I am. The skeleton in art, Cheim & Read, New York, 2007
- Skeletons, skulls and bones, Andromeda Hotel & Thalassa, Oostende, 2010
- Bonjour Ostende, Venetiaanse Gaanderijen, Oostende, 2013 een chronologisch overzicht van Oostende in de internationale kunst, waarbij hij ook de catalogus voor zijn rekening nam.
- Léon Spilliaert, de verzameling van de Koninklijke Bibliotheek van België, Venetiaanse Gaanderijen, Oostende, 2018
- Henry van de Velde, tekeningen en pastels (1884-1904), Hortamuseum, St.-Gillis (Brussel), 2017-2018 (2 aparte uitgaven, in N en in F)